# Allancastria
Allancastria là một chi bướm ngày thuộc họ Bướm phượng, phân họ Parnassiinae. Chi này gồm 5 loài và có lịch sử phức tạp.

## Phân loại
Chi này gồm các loài sau:
- Allancastria caucasica - (Lederer, 1864)[3]
- Allancastria cerisyi - (Godart, [1824])
- Allancastria cretica - (Rebel, 1904)[4]
- Allancastria deyrollei - (Oberthür, 1869)[5]
- Allancastria louristana - (Le Cerf, 1908)[6]

## Hình ảnh

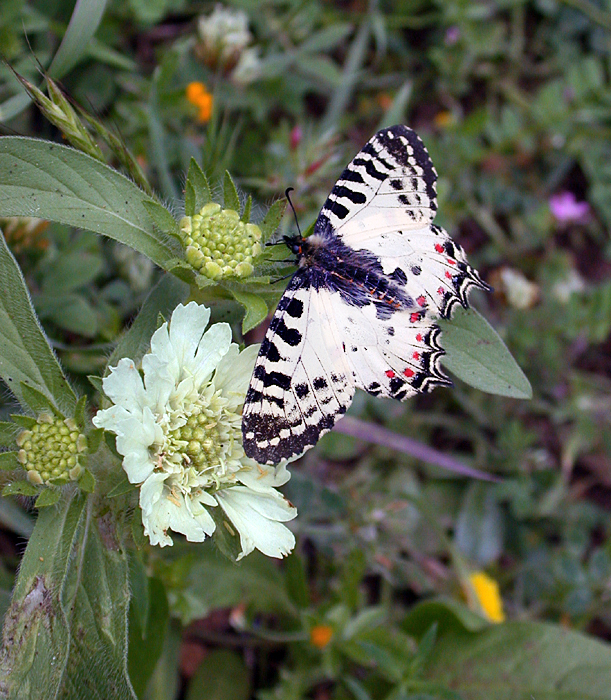
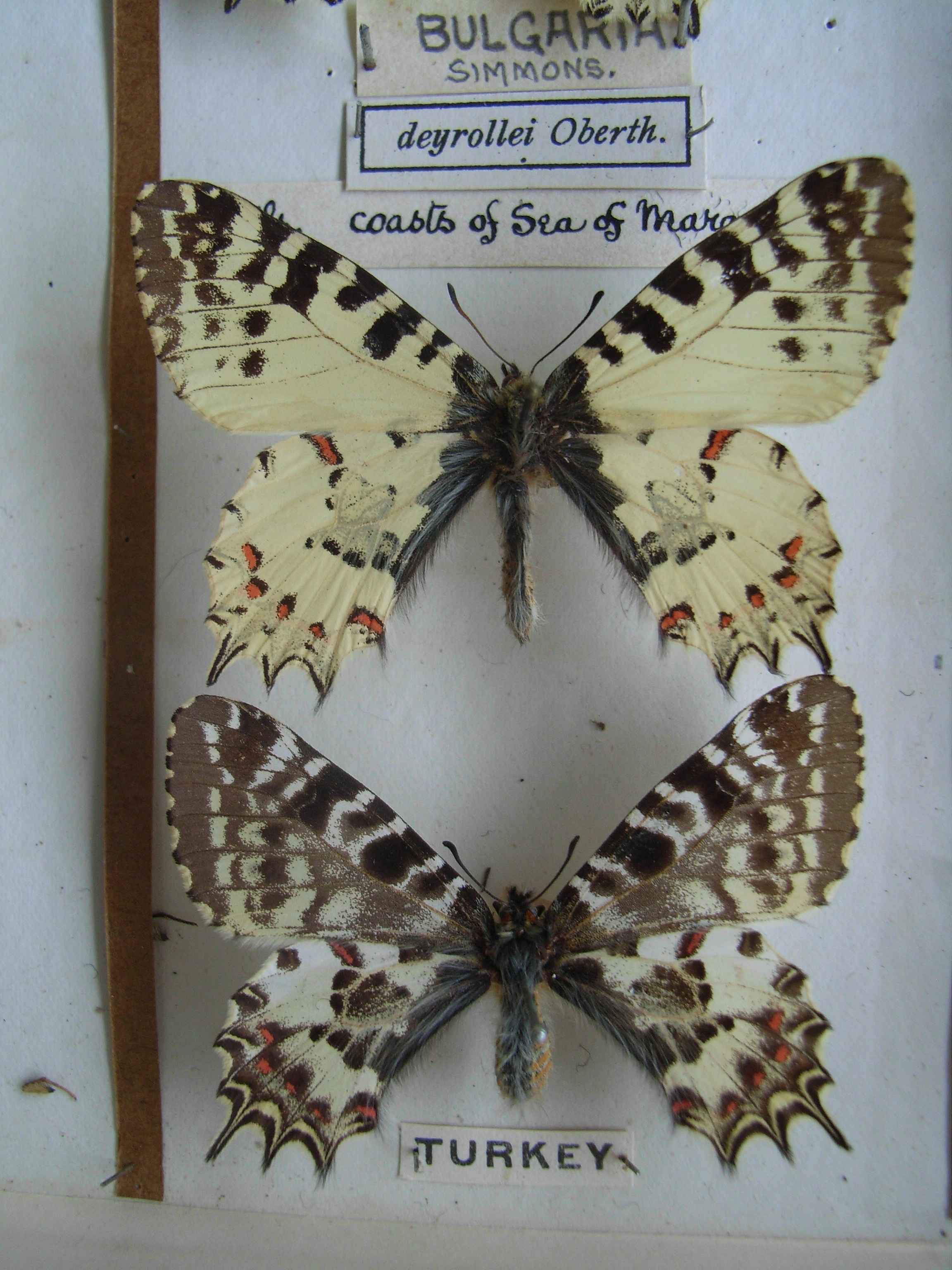
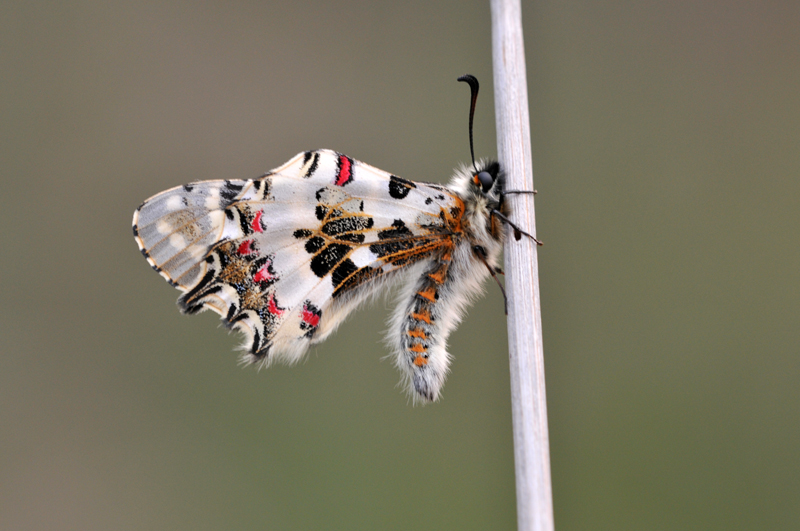

## Thức ăn
Các loài này ăn Aristolochia.